# Sada (Mayotte)
Sada é uma comuna francesa no departamento ultramarino de Mayotte. Estende-se por uma área de 11.16 km², e possui 11.156 habitantes, segundo o censo de 2018, com uma densidade de 1.000 hab/km².